# EUREGIO

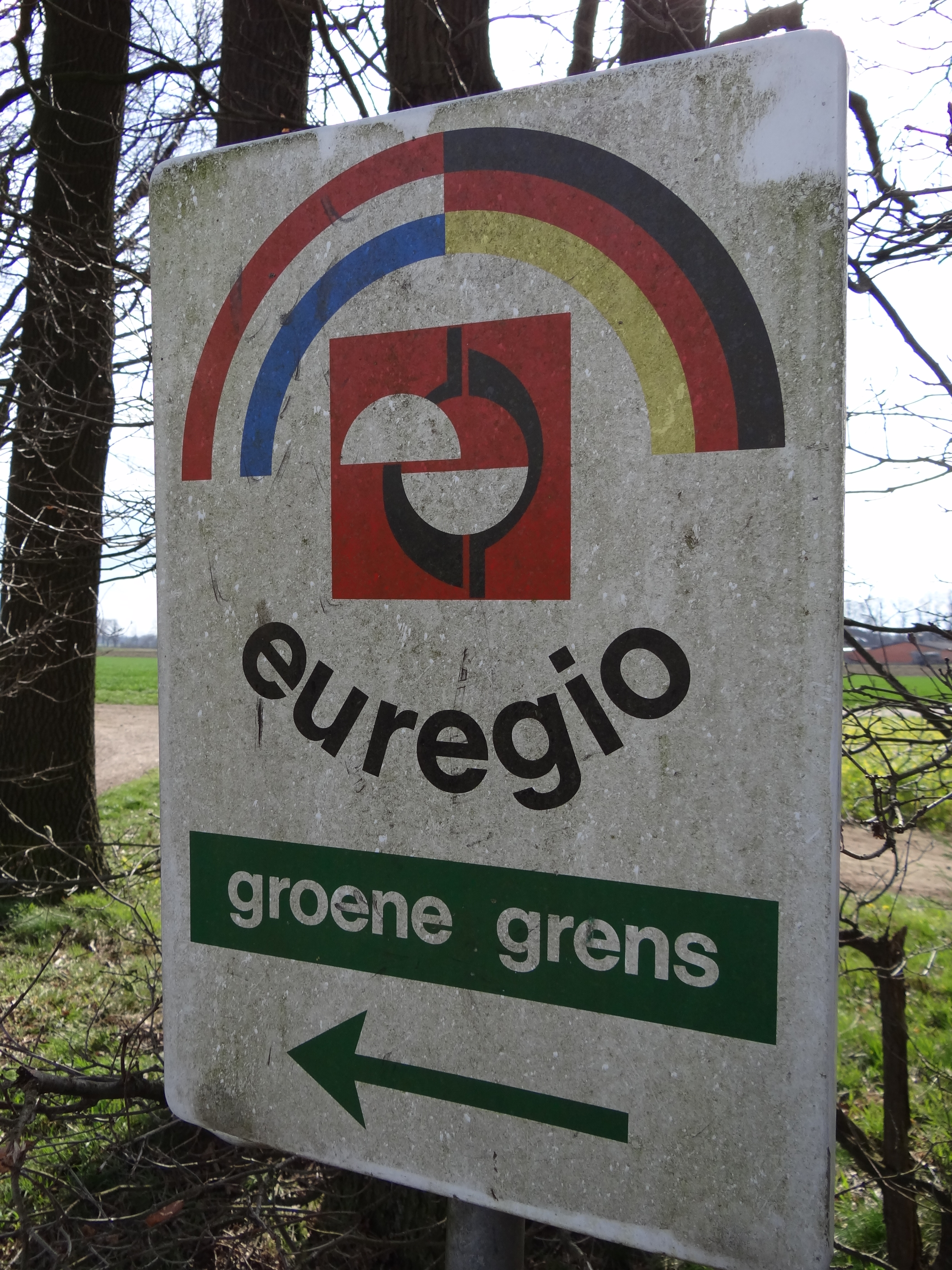

EUREGIO is een Nederlands-Duits-samenwerkingsverband, waarbij 129 steden, gemeenten, Kreisen en Waterschappen zijn aangesloten. Aan Nederlandse zijde omvat het gebied de regio's Twente en Achterhoek zowel als delen van Noordoost-Overijssel en Zuidoost-Drenthe, aan Duitse zijde het Münsterland, de Landkreis Grafschaft Bentheim, de Stadt en de Landkreis Osnabrück evenals delen van het zuidelijk Emsland. In 1958 werd EUREGIO als eerste Europaregio gesticht en in 2018 vierde ze haar 60-jarig bestaan. De EUREGIO bevordert de grensoverschrijdende samenwerking tussen burgers, ondernemers en organisaties. In de EUREGIO wonen circa 3,4 miljoen mensen op een oppervlakte van 13.000 km². Ongeveer twee derde deel van de inwoners en het gebied bevindt zich in Duitsland en een derde deel in Nederland. Het EUREGIO-secretariaat bevindt zich in Gronau, direct aan de grensovergang met Glanerbrug (Enschede).
Ook enkele andere soortgelijke grensoverschrijdende vormen van samenwerking binnen de Europese Unie dragen de naam Europaregio of EUREGIO, onder andere in de grensgebieden tussen Duitsland, Luxemburg en Frankrijk, en in het grensgebied tussen Duitsland en Tsjechië (Euregio Egrensis).
Sinds 2016 is de EUREGIO, die tot dan toe een geregistreerde vereniging was, een Nederlands-Duits openbaar lichaam.

## Geschiedenis
Aan het einde van de jaren 1950 begonnen steden, gemeenten en provincies uit het Münsterland, het zuidwestelijke deel van Niedersachsen en het oostelijk deel van Nederland zich in te zetten voor een georganiseerde grensoverschrijdende samenwerking. Hieruit volgde in het jaar 1958 de oprichting van EUREGIO, die daarmee de eerste Europaregio vormt. Het was vooral de noodzaak van grensoverschrijdende gebiedsontwikkeling die destijds een grensoverschrijdende samenwerking noodzakelijk maakte. Zowel in Duitsland als in Nederland konden de grensregio's door hun perifere ligging sociaal-economisch niet in gelijke mate meeprofiteren van de ontwikkelingen in de rest van het land. De grensgemeenten versterkten hun positie door gezamenlijk actief te worden.
In het EUREGIO-gebied kwamen daarna verschillende belangenverenigingen van de grond. In 1954 richtten vertegenwoordigers van lokale autoriteiten en ondernemers aan Duitse zijde de belangenvereniging Rhein-Ems (later Kommunalgemeinschaft Weser-Ems) op. In Nederland ontstond in 1960 de “Belanggemeenschap Twente-Gelderland” (nu Regio Twente). Een jaar later, in 1961, werd het “Samenwerkingsverband Oost-Gelderland” (nu Regio Achterhoek) opgericht. Deze drie organisaties werkten in het begin informeel samen en concentreerden zich op lichtere en door de politiek gedragen thema's zoals de ontmoeting van burgers door kunst-, culturele en sportevenementen alsook de uitbouw van fietspaden. Sinds het midden van de jaren 60 kwamen vertegenwoordigers van deze instanties regelmatig als EUREGIO-werkgroep bijeen. Gezamenlijk werkten ze aan een overgang van projectmatige contacten naar een programmatische samenwerking, om onder andere de lokale economie en infrastructuur te versterken en grenspendelaarsproblemen op te lossen.
In 1971 ontstond er een sociaal-culturele studiegroep. Enkele jaren later werd deze studiegroep vernoemd naar zijn eerste voorzitter Alfred Mozer (1905-1979). Mozer was een gepassioneerd voorvechter van de Europese gedachte. Hij was ervan overtuigd dat mensen elkaar eerst moesten leren kennen en vertrouwen, om samen te kunnen werken. Daarom ondersteunde hij grensoverschrijdende ontmoetingen van burgers. Met de EUREGIO-Raad werd in 1978 de samenwerking geïnstitutionaliseerd. Prins Claus had de oprichting in 1974 voorgesteld. Naar aanleiding van een vergadering van de Stichting Streekbelangen Oost-Gelderland zei hij:
"Probeert u een EUREGIO-Raad te ontwikkelen, die de interesses van deze grensoverschrijdende regio, maar ook de bereidheid tot gezamenlijke inspanningen in de eigen kring weet te vatten"."
De EUREGIO-Raad werd het eerste regionale grensoverschrijdende parlement in Europa en is het hoogste orgaan van de EUREGIO.
In 1985 werden de aan weerszijden van de grens bestaande EUREGIO-secretariaten samengevoegd. Koningin Beatrix en Prins Claus openden het gemeenschappelijke kantoor aan de grensovergang Gronau/Glanerbrug. Twee jaar later, in 1987, werd het eerste grensoverschrijdende actieprogramma gepresenteerd. Het bevatte strategieën voor de volgende 20 jaren op wetenschappelijk, sociaal-cultureel, technologisch en infrastructureel gebied. Naast nationale financiers was ook de Europese Gemeenschap betrokken bij de financiering. Er werden werkgroepen samengesteld voor de thema's Economie, Technologie, Sociale aangelegenheden, Scholing en Opleiding, Toerisme, Cultuur, Landbouw, Milieu, Verkeer en Dagelijkse grensproblemen/Reddingswezen, die de strategie moesten uitwerken.
In 1992 werd het kantoor uitgebreid met het EUREGIO-huis. Door de toename van het aantal vergaderingen en bijeenkomsten werd het noodzakelijk een vergadercentrum te vinden, waar die regelmatig plaats konden vinden. In 1994 werd het vergadercentrum Terhaar sive Droste door Prins Willem-Alexander geopend.
Toen de Europese Unie begin jaren 1990 het communautair initiatief INTERREG startte, werd het grensoverschrijdende programma van EUREGIO als een van de eerste goedgekeurd. Met middelen uit het Europees Fonds voor Regionale Ontwikkeling en van nationale en regionale geldschieters bevordert INTERREG A sindsdien grensoverschrijdende projecten op verschillende terreinen.
In 2014 werden in navolging van de Strategie EUREGIO 2020 de drie commissies 'Mozer – sociale ontwikkeling', 'Economie en Arbeidsmarkt' en 'Duurzame ruimtelijke ontwikkeling' opgericht.

## Taken en werkzaamheden
Kerntaken:
- Ondersteuning en verbetering van de samenwerking op sociaal-cultureel en sociaal-economisch gebied
- Economische ontwikkeling en grensoverschrijdende benutting van economische kansen in het grensgebied
- Grensoverschrijdende lokale samenwerking
- Stimulering van wederzijds begrip en vertrouwen over grenzen heen
- Grensoverschrijdende mobiliteit
- Professionele advisering van grensgangers over de thema´s werken, ondernemen en wonen in het buurland
- Initiëren, organiseren en uitvoeren van gemeenschappelijke projecten
- Lobbyen voor het grensgebied bij deelstaten, provincies en nationale regeringen in beide landen
- Regionaal beheer van het EU-financieringsprogramma INTERREG

De EUREGIO streeft als doel na hindernissen, die door de grens ontstaan, te slechten zodat een gemeenschappelijk verzorgingsgebied ontstaat. Op economisch gebied wil ze de concurrentiekracht van de regio versterken. Zij ondersteunt kleine en middelgrote ondernemingen, stimuleert samenwerking met ondernemers en wetenschappelijke instellingen in het buurland. Zo kunnen bedrijven nieuwe markten ontsluiten en hun marktpositie verstevigen.
Om de regio nog beter te ontwikkelen, zet de EUREGIO zich in voor een betere ontsluiting van de infrastructuur. Een belangrijke economische factor voor het EUREGIO-gebied is toerisme, want naast grote steden als Münster, Osnabrück, Enschede en Doetinchem trekt ook het landelijke gebied van de Achterhoek veel bezoekers aan. Gemeenschappelijke marketingstrategieën en de structurele samenwerking van regionale toeristische verbanden met kleine en middelgrote organisaties moeten het grensoverschrijdend toerisme dan ook bevorderen.
Op sociaal-cultureel vlak stimuleert de EUREGIO contacten tussen Duitse en Nederlandse burgers, om hen beter kennis te laten maken met de cultuur en levensaard van het buurland. Voorbeelden zijn de uitwisseling tussen gemeenten en de organisatie van evenementen voor scholen en verenigingen.
De EUREGIO ziet zichzelf als platform voor gemeenschappelijke samenwerking. Zij stimuleert de uitwisseling tussen steden en gemeenten op terreinen zoals bijvoorbeeld het gezondheidswezen, zodat van de buren geleerd kan worden en de systemen zoveel als mogelijk op elkaar afgestemd kunnen worden c.q. uitwisselbaar worden.

## Doelen en resultaten
De algemene doelstelling van EUREGIO is het creëren van één verzorgingsgebied in een sterke regio, waarin de grens voor de mensen geen hindernis meer is. Om deze visie te bewerkstelligen, richt de EUREGIO zich op de volgende thema´s: maatschappelijke ontwikkeling, economie en arbeidsmarkt en duurzame ruimtelijke ontwikkeling.
Een belangrijk lobbythema voor de EUREGIO is een flexibeler grensoverschrijdende arbeidsmarkt. EUREGIO was de eerste grensoverschrijdende organisatie die advisering voor grensgangers aanbood (zie project UNLOCK).
Om de samenwerking te versterken, bevordert de EUREGIO onder andere mini- en kleine projecten, door het beschikbaar stellen van INTERREG-middelen.

## Projecten
In het kader van het INTERREG-programma worden in de EUREGIO projecten op het gebied van economie, technologie, innovatie, duurzame regionale ontwikkeling en integratie en samenleving gesubsidieerd. Projecten zoals ze in 2018 bestonden:
- Het project GIP EUREGIO wil aanbod en vraag op de grensoverschrijdende arbeidsmarkt samenbrengen. Verschillen in taal, cultuur, bemiddelingssystemen en wetgeving maken de aanstelling van personeel van de andere kant van de grens of het werken in het buurland vaak complex. Mogelijke drempels moeten met dit project worden verminderd. Bij het GrensInfoPunt EUREGIO krijgen inwoners uit het EUREGIO-gebied informatie over werken, studeren en wonen in het buurland. Naast individuele advisering vinden in samenwerking met belastingkantoren en pensioenverzekeraars ook belasting- en pensioenspreekuren plaats. Spreekuren vinden regelmatig plaats in het EUREGIO-kantoor in Glanerbrug alsook in diverse andere plaatsen in het EUREGIO-gebied.
- Het project Grenzeloze Toeristische Innovatie (GTI) biedt hulp aan kleine en middelgrote toeristische bedrijven in het projectgebied voor wat betreft de toetreding tot de markt in het buurland. Op de voorgrond staan hierbij de stijging van het aantal gasten en het bereiken van doelgroepen in het buurland. Het project GTI ondersteunt de toeristische organisaties met kennis over de op- en uitbouw van de buitenlandmarkt Duitsland c.q. Nederland om zo nieuwe en kwalitatief betere toeristische aanbiedingen voor hun buitenlandse gasten te kunnen ontwikkelen.
- Bij het project taNDem (Kunstverbinding/Kunstverbindung) zetten Duitse en Nederlandse kunstenaars uit de EUREGIO in gezamenlijke tandems kunst- en cultuurprojecten van uiteenlopende aard om aan de hand van een specifiek jaarthema. Zo wordt het kunst- en cultuur(erfgoed)landschap gestimuleerd en met elkaar verbonden.

## Het EUREGIO-gebied

### In Duitsland
In Duitsland behoren tot de EUREGIO:
- in de deelstaat Nedersaksen:
  - kreisfreie stad Osnabrück
  - in de Landkreis Emsland:
    - gemeente Emsbüren
    - gemeente Salzbergen
    - Samtgemeinde Spelle

  - in de Landkreis Grafschaft Bentheim:
    - stad Bad Bentheim
    - stad Nordhorn
    - gemeente Wietmarschen
    - Samtgemeinde Emlichheim
    - Samtgemeinde Neuenhaus
    - Samtgemeinde Schüttorf
    - Samtgemeinde Uelsen

  - in de Landkreis Osnabrück:
    - stad Bad Iburg
    - stad Bramsche
    - stad Dissen am Teutoburger Wald
    - stad Georgsmarienhütte
    - stad Melle
    - gemeente Bad Essen
    - gemeente Bad Laer
    - gemeente Bad Rothenfelde
    - gemeente Belm
    - gemeente Bissendorf
    - gemeente Bohmte
    - gemeente Glandorf
    - gemeente Hagen am Teutoburger Wald
    - gemeente Hasbergen
    - gemeente Hilter am Teutoburger Wald
    - gemeente Ostercappeln
    - gemeente Wallenhorst
    - Samtgemeinde Artland
    - Samtgemeinde Bersenbrück
    - Samtgemeinde Fürstenau
    - Samtgemeinde Neuenkirchen
- in de deelstaat Noordrijn-Westfalen:
  - alle districten en kreisfreie stad in het Münsterland:
    - kreisfreie stad Münster
    - in Kreis Borken:
      - stad Ahaus
      - stad Bocholt
      - stad Borken
      - stad Gescher
      - stad Gronau
      - stad Isselburg
      - stad Rhede
      - stad Stadtlohn
      - stad Velen
      - stad Vreden
      - gemeente Heek
      - gemeente Heiden
      - gemeente Legden
      - gemeente Raesfeld
      - gemeente Reken
      - gemeente Schöppingen
      - gemeente Südlohn

    - in Kreis Coesfeld:
      - stad Billerbeck
      - stad Coesfeld
      - stad Dülmen
      - stad Lüdinghausen
      - stad Olfen
      - gemeente Ascheberg
      - gemeente Havixbeck
      - gemeente Nordkirchen
      - gemeente Nottuln
      - gemeente Rosendahl
      - gemeente Senden

    - in Kreis Steinfurt:
      - stad Emsdetten
      - stad Greven
      - stad Horstmar
      - stad Hörstel
      - stad Ibbenbüren
      - stad Lengerich
      - stad Ochtrup
      - stad Rheine
      - stad Steinfurt
      - stad Tecklenburg
      - gemeente Altenberge
      - gemeente Hopsten
      - gemeente Ladbergen
      - gemeente Laer
      - gemeente Lienen
      - gemeente Lotte
      - gemeente Metelen
      - gemeente Mettingen
      - gemeente Neuenkirchen
      - gemeente Nordwalde
      - gemeente Recke
      - gemeente Saerbeck
      - gemeente Westerkappeln
      - gemeente Wettringen

    - in Kreis Warendorf:
      - stad Ahlen
      - stad Beckum
      - stad Drensteinfurt
      - stad Ennigerloh
      - stad Oelde
      - stad Sassenberg
      - stad Sendenhorst
      - stad Telgte
      - stad Warendorf
      - gemeente Beelen
      - gemeente Everswinkel
      - gemeente Ostbevern
      - gemeente Wadersloh

### In Nederland
In Nederland behoren tot de EUREGIO:
- in de provincie Drenthe:
  - individueel deelnemende gemeente in regio Zuidoost Drenthe:
    - gemeente Coevorden
- in de provincie Gelderland:
  - alle gemeenten in regio Achterhoek:
    - gemeente Aalten
    - gemeente Berkelland
    - gemeente Bronckhorst
    - gemeente Doetinchem
    - gemeente Oost Gelre
    - gemeente Oude IJsselstreek
    - gemeente Winterswijk
- in de provincie Overijssel:
  - individueel deelnemende gemeenten in regio Noordoost Overijssel:
    - gemeente Hardenberg
    - gemeente Ommen

  - alle gemeenten in regio Twente:
    - gemeente Almelo
    - gemeente Borne
    - gemeente Dinkelland
    - gemeente Enschede
    - gemeente Haaksbergen
    - gemeente Hellendoorn
    - gemeente Hengelo
    - gemeente Hof van Twente
    - gemeente Losser
    - gemeente Oldenzaal
    - gemeente Rijssen-Holten
    - gemeente Tubbergen
    - gemeente Twenterand
    - gemeente Wierden

## Voorzitters en directeur-bestuurders
Overzicht van alle voorzitters:
- Hans Paetschki
- Wim Schelberg
- Rolf Cyprian
- Frans Willeme
- Günter Alsmeier
- Rob Welten
- Joris Bengevoord

Overzicht van alle directeur-bestuurders:
- Wim van Geffen
- Jens Gabbe
- Peter Petrus
- Harald Krebs
- Elisabeth Schwenzow
- Christoph Almering